# كولن مورتون
كولن مورتون هو شاعر كندي، ولد في 1948.